# 華電福新
華電福新能源股份有限公司（英語：Huadian Fuxin Energy Corporation Limited），簡稱華電福新能源股份、華電福新能源，以及華電福新，港交所除牌前：0816.HK，在2004年由中國華電集團公司，於中国福建省福州市鼓樓区五四路111號宜發大廈25層設立，而前身為「华电福建发电有限公司」。
現時業務在福建、广东、内蒙古、新疆等地區經營所有電力等。董事長為黄宪培，總裁為吳建春。
2012年，華電福新以1.76港元的價格發售15億股新股（H股），集資約25億港元，股份上市日為2012年6月28日。

## 水電業務
| 水庫             | 裝機量               | 權益裝機 |
| ---------------- | -------------------- | -------- |
| 棉花滩水库       | 600MW                | 360MW    |
| 周宁水库         | 250MW                | 128MW    |
| 芹山水库         | 70MW                 | 36MW     |
| 古田溪水库總流域 | 130MW+66MW+42MW+38MW | 280MW    |
| 安砂水库總流域   | 115MW+216MW          | 262MW    |
| 池潭水库總流域   | 200MW+302MW          | 406MW    |
| 白沙水库總流域   | 131MW                | 103MW    |
| 万安溪水库       | 45MW                 | 19MW     |
| 福建古田双口渡   | 32MW                 | 32MW     |
| 福建南靖         | 25MW                 | 25MW     |
| 南盘石           | 24MW                 | 14MW     |
| 周宁县后垄溪     | 40MW                 | 28MW     |
| 其他小型水電站   | 281.9MW              | 274MW    |

至2019年3月華電福新之水力發電控股裝機2607.9MW，權益裝機1967MW，在建容量1200MW,平均上網電價（不含稅）人民幣288.6元/兆瓦時,較福建省內2019年煤電平均上網電價343.3元更便宜。

## 連結
- 官方网站